# Sri-lankische Badmintonmeisterschaft 1969
Die Sri-lankische Badmintonmeisterschaft 1969 war die 17. Austragung der nationalen Titelkämpfe im Badminton in Sri Lanka.

## Sieger und Finalisten
| Disziplin    | Gold                                  | Silber                           |
| ------------ | ------------------------------------- | -------------------------------- |
| Herreneinzel | L. R. Ariyananda                      | S. Nagoor Kaney                  |
| Dameneinzel  | Shirani Perera                        | Namal de Silva                   |
| Herrendoppel | Gerry Chandrasena Surendran Veeravagu | S. Nagoor Kaney Sam Chandrasena  |
| Damendoppel  | Namal de Silva Shirani Perera         | D. G. D. Kusuma K. Gunatilleke   |
| Mixed        | Sam Chandrasena Namal de Silva        | L. R. Ariyananda D. G. D. Kusuma |